# Michael Baales
Michael Baales (* 3. November 1963 in Gerolstein) ist ein deutscher Prähistorischer Archäologe.

## Leben
Michael Baales studierte Ur- und Frühgeschichte, Geologie und Geographie in Köln und Tübingen. Das Magisterexamen erfolgte in Köln an der Philosophischen Fakultät bei Gerhard Bosinski zum Thema Die spätpaläolithischen Funde vom Kartstein (Nordeifel), die Promotion in Köln an der mathematisch-naturwissenschaftlichen Fakultät bei Gerhard Bosinski zum Thema head’em-off-at-the-pass – Ökologie und Ökonomie der Ahrensburger Rentierjäger im Mittelgebirge. 2001 folgte die Habilitation an der Universität Frankfurt am Main mit einer Arbeit zum Thema Umwelt und Archäologie der Allerød-Zeit im Neuwieder Becken. Zur Siedlungsarchäologie der spätpaläolithischen Federmesser-Gruppen vor rund 13.000 Jahren am Mittelrhein, sowie 2005 die Umhabilitation an die Ruhr-Universität Bochum. Von 1990 bis 2002 war er wissenschaftlicher Mitarbeiter am Forschungsbereich Altsteinzeit in Monrepos bei Neuwied, unter anderem als Mitarbeiter im sechsjährigen Sonderforschungsprogramm der DFG Wandel der Geo-Biosphäre während der letzten 15.000 Jahre. In dieser Zeit beteiligte er sich an Ausgrabungen von archäologischen und paläontologischen Fundplätzen sowie besonders zum Thema Mensch und Umwelt in der Zeit des Laacher See-Vulkans am Mittelrhein und hielt Vorträge auf nationalen und internationalen Kongressen und Workshops.
Seit dem 1. Juni 2002 ist er Leiter der Außenstelle Olpe der LWL-Archäologie für Westfalen des Landschaftsverbandes Westfalen-Lippe. 2012 wurde er zum außerplanmäßigen Professor an der Universität Bochum ernannt.

## Publikationen (Auswahl)
- Umwelt und Jagdökonomie der Ahrensburger Rentierjäger im Mittelgebirge (= Monographien des Römisch-Germanischen Zentralmuseums. 38). Habelt, Bonn 1996, ISBN 3-88467-037-9.
- Der spätpaläolithische Fundplatz Kettig. Untersuchungen zur Siedlungsarchäologie der Federmesser-Gruppen am Mittelrhein (= Monographien des Römisch-Germanischen Zentralmuseums. 51). Verlag des Römisch-Germanischen Zentralmuseums u. a., Mainz 2002, ISBN 3-88467-072-7.
- mit Ralf Blank und Jörg Orschiedt (Hrsg.): Archäologie in Hagen. Eine Geschichtslandschaft wird erforscht. Klartext-Verlag, Essen 2010, ISBN 978-3-8375-0423-1.
- mit Clemens Pasda (Hrsg.): „All der holden Hügel ist keiner mir Freud ...“. Festschrift zum 65. Geburtstag von Claus-Joachim Kind (Universitätsforschungen zur prähistorischen Archäologie Band 327). Habelt, Bonn 2019, ISBN 978-3-7749-4180-9.
- Michael Baales & Thomas van Lohuizen (1995): Ein verziertes Schieferstück der späten Altsteinzeit aus Lintorf. Archäologie im Rheinland 1994, 19–21